# Акантохейлонематоз
Акантохейлонематоз (acanthocheilonematosis; син. дипеталонематоз, dipetalonematosis) — гельминтоз из группы филяриатозов, характеризующийся аллергическими явлениями и характеризующийся болями в животе и груди, головокружениями, кожным зудом.

## Возбудитель
Описаны два возбудителя дипеталонематоза Dipetalonema perstans [syn.  Acanthocheilonemiasis perstans] и Dipetalonema streptocerca [syn.  Acanthocheilonemiasis streptocerca]. Самец имеет длину 40-45 мм, ширину 0,06-0,08 мм; самка — 70-80 мм, ширину 0,12-0,14 мм. Распространение — преимущественно Центральная Африка и Южная Америка. Окончательные хозяева — человек и другие приматы. Промежуточные хозяева — мокрецы рода Culicoides Latreille, 1809 — кровососущие двукрылые насекомые семейства Мокрецы (Ceratopogonidae Newman, 1834) [syn.  Leptoconopidae, Helidae, Heleidae].

## Симптомы
Из клинических явлений преобладают симптомы аллергического порядка; установлена связь с варикозным расширением лимфатических сосудов и микроабсцессами в печени. Взрослые особи D. perstans обитают в брыжейке, околопочечной и забрюшинной клетчатке, в перикарде, плевральной полости, взрослые особи D. streptocerca — в коже. Здесь же происходит их созревание. Личинки (микрофилярии) D. perstans, рождаемые взрослыми гельминтами, паразитируют в периферической крови, периодичности не имеют. Микрофилярии D. streptocerca обитают в коже.
Микрофилярии, находящиеся в сосудистом русле, вызывают застой лимфы, расширение лимфатических сосудов поражённых органов, микроабсцессы печени. Большое значение имеет гиперсенсибилизация к продуктам жизнедеятельности гельминтов.
Выражен кожный зуд, характерны эритематозные или пятнисто-папулёзные высыпания, лимфаденит, боль в суставах, в области сердца. Иногда отмечаются отёки лица, конечностей, мошонки. Возникают также приступы лихорадки, боль в конечностях, в области сердца, животе, головокружение. Возможно развитие менингоэнцефалита. В этих случаях в цереброспинальной жидкости обнаруживают микрофилярии. В крови выявляется умеренная или значительная эозинофилия. Описанная симптоматика, однако, свойственна лишь неиммунным лицам. Наблюдается гидроцеле и слоновость, обусловленные этой инвазией.

## Диагностика
Диагноз основан на обнаружении микрофилярий в крови.

## Лечение
Лечение проводятся дитразином, десенсибилизирующими препаратами, при выраженных аллергических реакциях — кортикостероидов. При развитии элефантиаза показан бандаж.
Прогноз благоприятный.